# Lamproxynella separata
Lamproxynella separata är en tvåvingeart som först beskrevs av Malloch 1933.  Lamproxynella separata ingår i släktet Lamproxynella och familjen borrflugor. Inga underarter finns listade i Catalogue of Life.